# محمد مانی
محمد مانی سیاست‌مدار ایرانی بود، که در  دوره بیست و دوم  بعنوان نماینده اصفهان در مجلس شورای ملی حضور داشت.